# Édouard René Lefebvre de Laboulaye

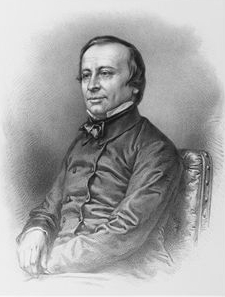
Édouard René Lefebvre de Laboulaye

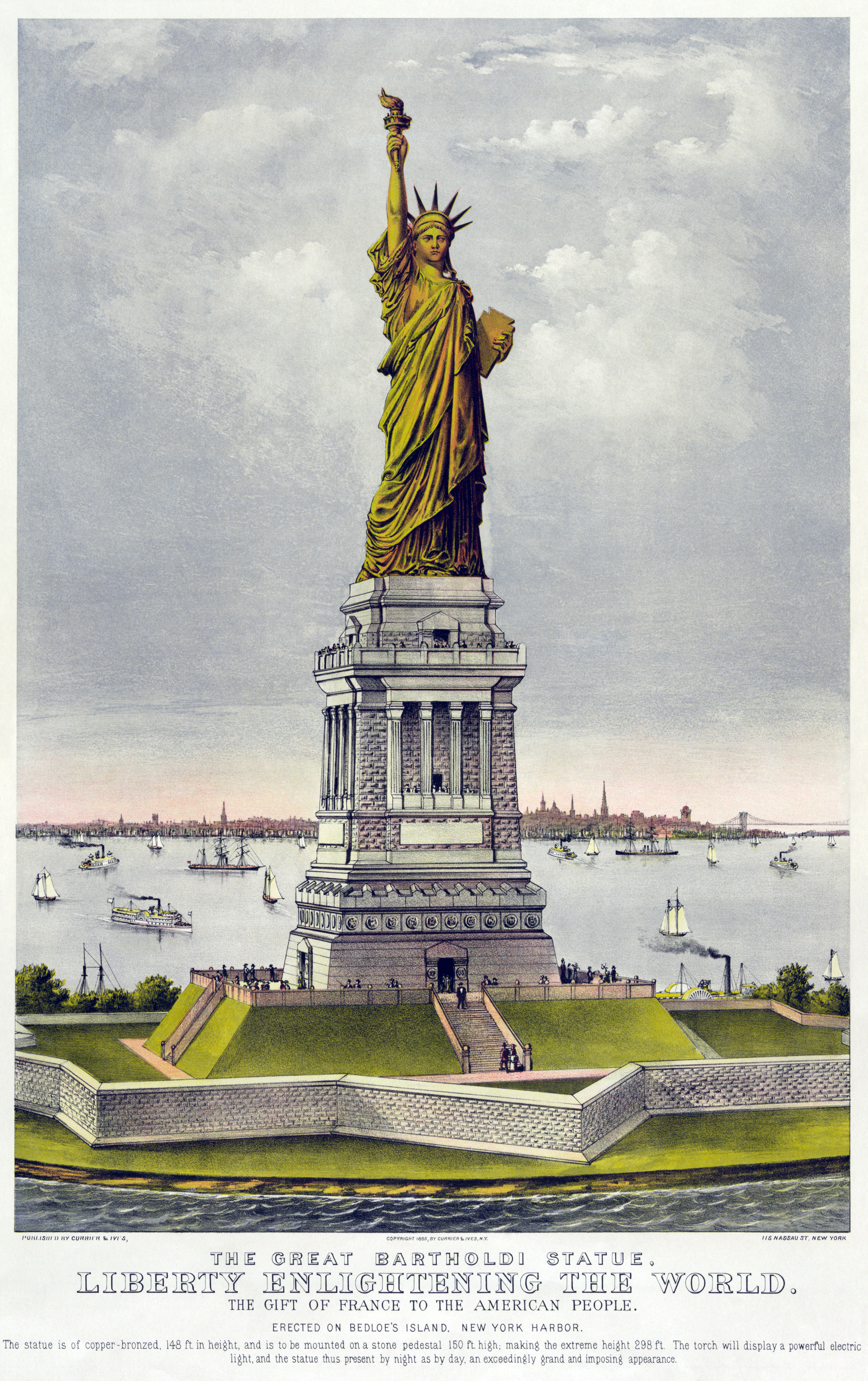
Die Freiheit erleuchtet die Welt

Édouard René Lefebvre de Laboulaye (* 18. Januar 1811 in Paris; † 25. Mai 1883 ebenda) war ein französischer Jurist, Publizist, Journalist und Politiker der Dritten Republik. Von ihm kam 1865 der Impuls, den Vereinigten Staaten von Amerika die Freiheitsstatue zu schenken.

## Leben und Wirken
Laboulaye arbeitete ab 1842 als Rechtsanwalt in Paris. 1849 wurde er als Professor für Rechtswissenschaft an das Collège de France berufen; 1873 übernahm er dessen Leitung.
Seit 1871 Mitglied der Nationalversammlung, war Laboulaye der Führer des linken Zentrums und setzte sich für die Festigung der Dritten Republik ein. 1875 wurde er als Senator auf Lebenszeit Mitglied des Senats.
Laboulaye war schon in der Zeit des Zweiten Kaiserreichs ein Bewunderer der Vereinigten Staaten und schrieb ein dreibändiges Werk über ihr politisches System. Als Gegner der Sklaverei unterstützte er im Sezessionskrieg die Nordstaaten. Nach deren Sieg lancierte er 1865 erstmals in einem Gespräch mit dem befreundeten Bildhauer Frédéric Auguste Bartholdi die Idee, dass Frankreich sich an einem Denkmal zur Unabhängigkeit der USA beteiligen sollte. 1875, inzwischen Präsident der neu gegründeten französisch-amerikanischen Gesellschaft, rief er zu Spenden auf, um den USA ein Symbol der Freiheit als Geschenk zum 100-jährigen Jubiläum der Unabhängigkeitserklärung machen zu können. Bartholdi schuf schließlich die Statue, deren Aufstellung in New York 1886 Laboulaye selbst nicht mehr erlebte.
Laboulaye war seit 1845 Mitglied der Académie des inscriptions et belles-lettres, 1878 ihr Präsident. Die Académie royale des Sciences, des Lettres et des Beaux-Arts de Belgique nahm ihn 1867 als assoziiertes Mitglied auf. Nach ihm sind die Stadt Laboulaye in der argentinischen Provinz Córdoba und der Place Édouard de Laboulaye, ein Platz in Versailles, Frankreich, benannt. Er war Offizier der Ehrenlegion und des Ordre des Palmes Académiques.